# Наводнения в Турции (2021)
Наводнения в Турции в 2021 году — крупномасштабные наводнения, начавшиеся 11 августа 2021 года и затронувшие черноморское побережье страны. Причиной наводнений стали сильные осадки. Погибли 97 человек, 228 пострадали, эвакуировано свыше 2 400 человек. Данные о пропавших без вести различаются, однако сообщается что их количество превышает 100. Пострадавшие от наводнений регионы были объявлены зоной бедствия. Около 300 населённых пунктов оказались без электроэнергии.
Министр сельского и лесного хозяйства Турции объявил, что наводнение может стать крупнейшим за последние 50 — 100 лет.

## Хронология событий
Причиной наводнения стали аномальные осадки, обрушившиеся на Турцию в начале августа.
Наводнения нахлынули на провинции Бартын, Кастамону, Синоп и Самсун 11 августа.
Были затоплены многие здания, смыты автомобили и неустойчивые конструкции, произошли обрушения, реки вышли из берегов, многие жители спасались, забираясь на крышу своего дома, их забирали с помощью вертолётов.
В результате обрушения моста на трассе, связывающей провинции Карабюк и Кастамону было ранено 13 человек.
13 августа президент Турции Реджеп Тайип Эрдоган посетил пострадавший регион и объявил провинции Бартин, Кастамону и Синоп зонами бедствия.

## Последствия
К ликвидации последствий было привлечено 4644 человек, 437 экскаваторов, 66 карет скорой помощи, 19 вертолётов, 3 мобильных центра координации, 24 лодки, 18 мотопомп и ещё 610 иных транспортных средств.
Запланированное на 14 августа празднование, посвящённое 20-летию правящей партии Справедливости и развития было отложено.
Сообщается, что было эвакуировано 4 деревни в провинции Бартын, 180 деревень в Кастамону, 87 деревень в Синопе, а также несколько районов в Аянджыке и Тюркели. Общее количество эвакуированных граждан превышает 2 000 человек.
По данным на 16 августа число погибших увеличилось до 70, 62 из них находились в провинции Кастамону, 15 в Синопе, 1 в Бартыне. 47 человек числятся пропавшими без вести.
16 августа Министр окружающей среды, урбанизации и изменения климата Турции Мурат Курум сообщил, что во всех пострадавших от наводнения районах насчитывается около 454 сильно поврежденных и разрушенных зданий.
Турецкий телеканал NTV сообщил, что число пропавших без вести превышает 100, заместитель лидера главной оппозиционной Республиканской народной партии Энгин Алтай заявил, что пропавших без вести может быть более 300.

## Реакция
- Президент  Украины Владимир Зеленский выразил соболезнования Эрдогану в своём аккаунте в Twitter[26][27].

«Искренние соболезнования президенту Эрдогану и дружественному народу Турции в связи с жертвами и значительным ущербом, причиненным наводнениями в Черноморском регионе. Мы разделяем боль семей, чьи близкие пострадали в результате стихийного бедствия, и желаем скорейшего выздоровления пострадавшим», — написал Зеленский.
- Министр иностранных дел Украины Дмитрий Кулеба также выразил соболезнования родным погибших в Twitter[27].
- | Внешние медиафайлы | Внешние медиафайлы         |
| Изображения        | Изображения                |
| ------------------ | -------------------------- |
|                    | Последствия наводнения (1) |
|                    | Последствия наводнения (2) |
| Видеофайлы         |                            |
|                    | Последствия наводнения (3) |Президент  Азербайджана Ильхам Алиев выразил соболезнования президенту Турции[29].

- Меджлис крымскотатарского народа выразил соболезнования семьям, пострадавших от наводнения. Обращение опубликовал Рефат Чубаров[30][31].
- Президент  Кыргызстана Садыр Жапаров выразил соболезнования Эрдогану в связи с жертвами наводнения[32].
- Президент  Туркменистана Гурбангулы Бердымухамедов направил глубокие соболезнования Эрдогану[33].
- Лидер  Узбекистана Шавкат Мирзиёев направил свои соболезнования Эрдогану[34].
- Президент  Белоруссии Александр Лукашенко направил Эрдогану свои соболезнования[35].
- Патриарх Кирилл выразил свои соболезнования Эрдогану[36].
- Президент  Таджикистана Эмомали Рахмон направил телеграмму с соболезнованиями Эрдогану[37].